# Hillsborough (Nou Hampshire)
|  | Per a altres significats, vegeu «comtat de Hillsborough». |

Hillsborough és un town al comtat de Hillsborough a l'estat de Nou Hampshire. Segons el cens del 2000 tenia 4.828 habitants.

## Demografia
Segons el cens del 2000 Hillsborough tenia 4.928 habitants, 1.922 habitatges, i 1.312 famílies. La densitat de població era de 43,6 habitants per km².
Dels 1.922 habitatges en un 33,7% hi vivien nens de menys de 18 anys, en un 53,9% hi vivien parelles casades, en un 10% dones solteres, i en un 31,7% no eren unitats familiars. En el 23,8% dels habitatges hi vivien persones soles el 8% de les quals corresponia a persones de 65 anys o més que vivien soles. El nombre mitjà de persones vivint en cada habitatge era de 2,55 i el nombre mitjà de persones que vivien en cada família era de 3,02.
Per edats la població es repartia de la següent manera: un 26,5% tenia menys de 18 anys, un 6,7% entre 18 i 24, un 30,3% entre 25 i 44, un 23,7% de 45 a 60 i un 12,7% 65 anys o més.
L'edat mediana era de 38 anys. Per cada 100 dones de 18 o més anys hi havia 94,4 homes.
La renda mediana per habitatge era de 44.500$ i la renda mediana per família de 50.445$. Els homes tenien una renda mediana de 37.016$ mentre que les dones 24.795$. La renda per capita de la població era de 20.122$. Entorn del 6,7% de les famílies i el 9,8% de la població estaven per davall del llindar de pobresa.

## Personatges il·lustres
- Franklin Pierce (1804 - 1869) 14è President dels Estats Units

## Poblacions properes
El següent diagrama mostra les poblacions més properes.